# اوبونتو جی‌اواس
اوبونتو جی‌اواس (به انگلیسی: Ubuntu JeOs) صورتی از سیستم عامل کدباز اوبونتو است که به عنوان "یک نوعی کارآمد از اوبونتو که به طور خاص برای وسایل مجازی پیکربندی شده " توصیف می‌شود. و مفهومی است برای اینکه یک سیستم عامل در زمینه یک ابزار مجازی چگونه باید عمل کند. JeOS مخفف "سیستم عامل کافی"
(just enough operating system) است. JeOS توسط Ubuntu Core جایگزین شده‌است که اکنون به‌طور رسمی به عنوان یک نسخه پشتیبای شده حداقلی از اوبونتو می‌باشد.
اولین نسخه آن Ubuntu JeOS 7.10 بود و از زمان انتشار Ubuntu 8.10 به عنوان یک گزینه به عنوان بخشی از نسخه استاندارد سرور اوبونتو گنجانده شده‌است.

## پلتفرم‌های مورد پشتیبانی
آخرین نسخه JeOS برای فناوری‌های مجازی سازی توسط کمپانی VMware, Inc. و ماشین مجازی مبتنی بر هسته لینوکس بهینه شده‌است.

## مشخصات
مشخصات نسخه ۸٫۱۰ و بالاتر عبارتند از:
- بخش استانداردی از سرور تصویر ISO اوبونتو
- کمتر از ۳۸۰ مگابایت حجم و ردپای نصبی
- هسته سرور (Server Kernel) اختصاصی
- در نظر گرفته شده برای VMware ESX , VMware Server , libvirt و KVM
- نیازمند حداقل ۱۲۸ مگابایت حافظه
- هیچ محیط گرافیکی ای از پیش بارگذاری نشده‌است